# Королёвка (Толстенская поселковая община)
Королёвка (укр. Королівка) — село в Толстенской поселковой общине Чортковского района Тернопольской области Украины.
До 2020 года входило в Залещицкий район.
Код КОАТУУ — 6122082105. Население по переписи 2001 года составляло 92 человека.

## Географическое положение
Село Королёвка находится на правом берегу реки Тупа,
выше по течению на расстоянии в 1 км расположено село Головчинцы,
ниже по течению на расстоянии в 0,5 км расположено село Ворвулинцы.
Рядом проходит автомобильная дорога М-19 (E 85).

## История
- 1821 год — дата основания.
- В 1982 году присоединено к посёлку Толстое.
- В 1989 году село восстановлено.